# セロデキストリンホスホリラーゼ
セロデキストリンホスホリラーゼ(Cellodextrin phosphorylase、EC 2.4.1.49)は、以下の化学反応を触媒する酵素である。
(1,4-β-D-グルコシル)n + リン酸{\displaystyle \rightleftharpoons }(1,4-β-D-グルコシル)n-1 + α-D-グルコース-1-リン酸
従って、この酵素の2つの基質は(1,4-β-D-グルコシル)nとリン酸、2つの生成物は(1,4-β-D-グルコシル)n-1とα-D-グルコース-1-リン酸である。
この酵素は、グリコシドヒドロラーゼファミリー94に属している。系統名は、1,4-β-D-オリゴ-D-グルカン:リン酸 α-D-グルコシルトランスフェラーゼである。beta-1,4-oligoglucan:orthophosphate glucosyltransferaseとも呼ばれる。